# Söderöra
Söderöra är en ö i Stockholms skärgård.
Söderöra fick sin första bofasta befolkning på 1500-talet, 1639 fanns här två gårdar och som mest bodde här vid sekelskiftet 1900 50-60 personer på Söderöra. Söderöra var främst känt för sina båtbyggare och fraktseglare. Erik Söderman var en känd båtbyggare som byggde storbåtar. 1948 dokumenterade Nordiska museet båtbyggeriet på ön. Einar Sjöblom var då öns ende yrkesverksamme båtbyggare, och skall ha byggt över 400 båtar, men alla Söderörabor sades då åtminstone kunna bygga mindre båtar. Söderöra bönhus uppfördes 1908-1909. Idag finns omkring 180 fritidshus på ön.
Den är en av öarna som valdes av Astrid Lindgren för att spela in filmerna och serien om livet på Saltkråkan. Man känner än idag lätt igen miljöerna både på Söderöra och Norröra. På Norröra står fortfarande ”Snickargården” kvar.
På Söderöra spelades många av vinterscenerna i Saltkråkan in. Idag bebos ön året runt av ett tjugotal personer. Ön trafikeras dagligen av Waxholmsbolaget från Furusund, Östernäs och Bromskär. Sommartid finns även daglig förbindelse direkt ifrån Stockholm.
Två av skådespelarna hade nära till jobbet under inspelningarna. Både Torsten Lilliecrona (Melker) och Eva Stiberg (Märta, Tjorvens mamma) hade sina sommarhus på Söderöra.
Skärgårdskarlen Gösta Söderman bodde under hela sitt liv på ön. Filmen "Gösta – Skärkarlen" handlar om hans liv och leverne i utskärgården. Gösta Söderman drunknade till havs i september 2015.

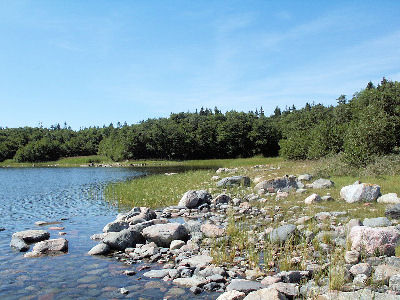
Stranden på östra Söderöra.